# پسنیوس نیگر
پسنیوس نیگر با نام کامل گایوس پسنیوس نیگر آگوستوس (به لاتین: Gaius Pescennius Niger Augustus) (زادهٔ پیرامون ۱۳۵-۱۴۰ – درگذشتهٔ ۱۹۴) یکی از غاصبان امپراتوری روم در سال معروف به سال پنج امپراتور بود که از سال ۱۹۳ تا ۱۹۴ قدرت را در دست داشت. او پس از به‌قتل رسیدن پرتیناکس و در واکنش به قدرت‌گرفتن دیدیوس ژولیانوس مدعی تاج و تخت شد اما از رقیب خود سپتیموس سوروس که او نیز مدعی امپراتوری بود شکست خورد و هنگام فرار به پارت کشته‌شد.

## زندگینامه

### سال‌های نخستین
نیگر در حدود سال ۱۳۵ پس از میلاد در خانوادهٔ نجیب‌زاده‌ای قدیمی از طبقهٔ سوارکاران ایتالیایی زاده شد، و نخستین کسی از خانوادهٔ خود بود که بعدتر به مقام سناتوری روم رسید. از دوران اولیهٔ زندگی پسنیوس نیگر اطلاع چندانی در دست نیست اما این احتمال وجود دارد که او در مصر دارای مقامی اجرایی بود و در لشکرکشی‌ای مربوط به اوایل حکومت کومودوس نیز شرکت داشت. نیگر در اواخر دههٔ ۱۸۰ به عنوان کنسول سوفکتوس یا کنسول جانشین کنسولی درگذشته انتخاب شد و پس از آن کمودوس در سال ۱۹۱ او را نمایندهٔ امپراتوری در سوریه ساخت.
کومودوس در دسامبر سال ۱۹۲ به قتل رسید و پرتیناکس از سوی سنای روم به جانشینی او برگزیده شد. اما حکومت او ۸۶ روز بیشتر دوام نیاورد و در ۲۸ مارس ۱۹۳ به دست گروهی از پرتورین‌ها به قتل رسید. در این زمان پسنیوس نیگر هنوز در سوریه بود که خبر قتل پرتیناکس و پس از آن خبر فروش مقام امپراتوری به دیدیوس ژولیانوس به او رسید. نیگر فردی قابل احترام در رم بود و دیری نپایید که اعتراضاتی مردمی علیه دیدیوس ژولیانوس شکل گرفت و مردم خواستار بازگشت نیگر به رم و در دست‌گرفتن امپراتوری شدند. ژولیانوس که موقعیت خود را در خطر می‌دید سنتوریونی را به شرق فرستاد تا نیگر را در انطاکیه بکشد.
از سوی دیگر بروز ناآرامی در رم سبب شد تا لژیون‌های مستقر در شرق دراواخر آوریل ۱۹۳، نیگر را امپراتور بنامند. در این زمان نیگر کنیهٔ یوستوس به‌معنای دادگر را نیز برای خود برگزید.
پسنیوس نیگر هرچند در پروپاگاندهای صورت‌گرفته از جانب سپتیموس سوروس به عنوان نخستین کسی که علیه دیدیوس ژولیانوس شورید معرفی شده‌است، اما این سوروس بود که زودتر از نیگر و در تاریخ ۹ آوریل ۱۹۳ خود را امپراتور نامید. او حتی مانع از رسیدن پیک نیگر که حامل اعلام پذیرش امپراتوری از سوی او بود به رم شد. سوروس همچنین در زمانی که نیگر مشغول جلب حمایت بیشتر از خود در شرق بود با لشگریانش راهی رم شد و در اوایل ژوئن ۱۹۳، پس از آنکه دیدیوس ژولیانوس نیز به قتل رسید وارد شهر گردید.

### درگیری با سپتیموس سوروس
سوروس بدون لحظه‌ای تلف‌کردن وقت اقدام به تقویت موضع خود در رم نمود و به گایوس فولویوس پلاتیانوس، فرماندهٔ تازه‌منصوب‌شدهٔ گارد محافظان خود فرمان داد تا فرزندان نیگر را گروگان بگیرد. همزمان نیگر نیز مشغول تحکیم حمایت تمامی فرمانداران استان‌های آسیایی روم از خود بود، ازجمله آسیلیوس آئمیلیانوس، پروکنسول پراعتبار آسیا، که بیزانتیوم را به نام نیگر فتح کرده بود. نیگر سپس در صدد تقویت کنترل مستقیم خود بر مصر برآمد و سوروس نیز در مقابل تمام تلاش خود را به کار بست تا از ذخایر گندم امپراتوری در مصر حفاظت کرده و به سپاهیان وفادار به خود دستور داد تا با پاسداری از مرزهای غربی مصر نگذارند تا لژیون مستقر در آنجا برای پسنیوس نیگر نیروی کمکی بفرستد.
هرچند سرزمین‌های زیر دست نیگر از ثروت فراوانی برخوردار بود اما منابع نظامی او در مقایسه با سپتیموس سوروس بسیار محدود بود. سوروس ۱۶ لژیون دانوب را در اختیار خود داشت درحالی‌که نیگر تنها دارای ۶ لژیون شامل ۳ لژیون در سوریه، ۲ لژیون در عربیا پترا و ۱ لژیون در ملطیه بود. این موضوع سبب شد تا نیگر تصمیم به شدت عمل گرفته و نیرویی را به تراکیه فرستاد و بدین ترتیب توانست بخشی از ارتش سوروس به فرماندهی لوسیوس فابیوس سیلو را در پرینتوس شکست دهد.
در این زمان سوروس همراه با سپاهی از رم به سمت شرق حرکت کرد و ژنرال خود تیبریوس کلودیوس کاندیدوس را نیز پیشاپیش اعزام نمود. نیگر که بیزانتیوم را مقر فرماندهی خود قرار داده بود آسلیوس آمیلیانوس را به دفاع از کرانه‌های جنوبی دریای مرمره فرستاد. سوروس که در حال پیشروی بود به نیگر پیام داد تا خود را تسلیم کرده و تبعید را بپذیرد اما نیگر که به نتیجهٔ رویارویی نظامی امیدوار بود آن را رد کرد. در پاییز سال ۱۹۳ پس از میلاد، کاندیدوس و آمیلیانوس در سیزیکوس بایکدیگر رودررو شدند که به شکست نیروهای نیگر و دستگیری و مرگ آمیلیانوس انجامید. پس از آن بیزانتیوم به محاصره درآمد که در نتیجه، نیگر مجبور به ترک شهر و عقب‌نشینی به نیقیه شد. با وجود این شهر به نیگر وفادار ماند و سوروس تا پایان سال ۱۹۵ موفق به فتح بیزانتیوم نشد.
در اواخر دسامبر سال ۱۹۳ نبرد دیگری نیز خارج از نیقیه به وقوع پیوست که آن نیز نتیجه‌ای جز شکست برای نیگر به همراه نداشت. با این حال او توانست باقیماندهٔ سپاهیان خود را تا کوه‌های توروس عقب کشانده و با در دست گرفتن کنترل گردنه‌ها برای چند ماه به انطاکیه بازگردد. اما نیگر اینک با مشکل از دست دادن حامیان خود در آسیا روبه‌رو بود و شهرهایی که پیشتر به او وفادار بودند - به‌ویژه لاتاکیه و تایر - اینک در صدد تغییر بیعت خود برآمده بودند. مصر نیز تا ۱۳ فوریهٔ ۱۹۴ در شمار حامیان سوروس درآمد تا آخرین بخت‌های نیگر نیز کاهش یابد.
پس از آنکه سپتیموس سوروس فرماندهٔ خود کاندیدوس را با ژنرال دیگری به نام کورنلیوس آنولینوس تعویض کرد، نیگر و آنولینوس در نبرد ایسوس در مهٔ ۱۹۴ رودر روی یکدیگر قرار گرفتند. بین دو طرف نبردی طولانی و طاقت‌فرسا آغاز شد که با شکست کامل پسنیوس نیگر به پایان رسید. نیگر بار دیگر مجبور به عقب‌نشینی به سمت انطاکیه شد اما بخاطر تدابیر و ارتباطات همسر باهوش سوروس، جولیا دومنا که در آن منطقه صاحب اعتبار خانوادگی بود توانست نیروهای شهر را وادار به ترک نیگر و وفاداری کامل به شوهرش سپتیمیوس سوروس کنند، نیگر بعد از این اتفاقات جاره ای جز فرار از انطاکیه را نداشت، اما هنگام فرار به پارت دستگیر گردید. او را گردن زدند و سر بریده‌اش را به بیزانتیوم فرستادند، اما شهر با وجود این همچنان مقاومت نمود تا آنکه در نهایت سوروس به آن یورش برد و آنجا را با خاک یکسان کرد. سر بریدهٔ پسنیوس نیگر را نیز سرانجام به رم بردند و آنجا به نمایش گذاردند.
سوروس پس از پیروزیش در شرق تمامی حامیان نیگر را مجازات نمود. او حتی زن و فرزندان نیگر را به مرگ محکوم ساخت و اموالشان را مصادره کرد.
«نیگر» در نام پسنیوس نیگر به معنای سیاه است که بنا بر تصادف با نام دیگر رقیب تاج و تخت امپراتوری به نام کلودیوس آلبینوس که نامش به معنای «سفید» است تضاد دارد. بنا بر نوشتهٔ هیستوریا آگوستا که منبعی تقریباً غیرقابل اعتماد است علت نامیده شدن پسنیوس به نیگر، گردن سیاه بودن او بوده‌است.